# Agathodaimon (band)
Agathodaimon is een blackmetalband uit Duitsland die vooral invloeden van de gothic overneemt op de latere albums (zoals Serpent's Embrace - dat een sfeer krijgt door het veelvuldig gebruik van keyboards). Ook combineert Agathodaimon gutterale stemgeluiden met diepe grunts en cleane zang. Albums als 'Blacken the Angel' en 'Chapter III' kunnen echter wel als black metal omschreven worden, hoewel er vaak een twijfel is over 'Serpent's Embrace' en andere albums. 

## Artiesten
- Akaias - vocalist
- Sathonys - gitarist
- Hyperion - gitarist
- Darin Smith - basgitarist
- Felix Ü. Walzer - toetsenist
- Matthias R. - drummer

## Vroegere leden
- Vlad Dracul - vocalist, toetsenist
- Marcel "Vampallens" - toetsenist
- Christine S. - toetsenist
- Marko Thomas - basgitarist

## Discografie
- 1996 - Carpe Noctem (Demo)
- 1997 - Near Dark (Demo)
- 1998 - Blacken the Angel
- 1999 - Higher Art of Rebellion
- 2001 - Chapter III
- 2004 - Serpent's Embrace
- 2009 - Phoenix